# セルヒオ・コルドバ
セルヒオ・ドュバン・コルドバ・レザマ（Sergio Duvan Córdova Lezama 1997年8月9日 - ）は、ベネズエラ・グアリコ州カラボソ出身のサッカー選手。スュペル・リグ・アランヤスポル所属。ポジションはFW。

## クラブ経歴
2013年にベネズエラ・プリメーラ・ディビシオンの強豪カラカスFCに入団し、2015年7月22日のリーグ戦のトゥカネス・デ・アマゾナス戦で、トップチームデビューをプロ初ゴールで飾った。その後2016年シーズンのリーグ戦4位に貢献し、2017年のコパ・スダメリカーナ出場に貢献した。
2017年7月4日、ブンデスリーガのFCアウクスブルクへの移籍が決定した。
2020年8月17日、アルミニア・ビーレフェルトへの1年間のローン移籍が発表された。
2022年2月3日、MLS・レアル・ソルトレイクに2022年シーズン終了までのローン移籍で加入した。公式戦34試合に出場すると、11ゴールと2つのアシストを記録した。
2023年2月21日、バンクーバー・ホワイトキャップスに2025年まで（1年の契約延長オプション付き）の契約で移籍した。
2023年9月15日、アランヤスポルに移籍した。

## 代表経歴
2017年に2017 FIFA U-20ワールドカップ出場権を賭けた南米ユース選手権のメンバーに招集され、3位入賞に貢献し、出場権を獲得。本大会では初戦のドイツ戦でチーム2点目を記録。続くバヌアツ戦では2得点を記録。更にグループリーグ最終戦のメキシコ戦でも先制ゴールを叩き出し、3戦全勝でのグループリーグ突破に貢献し、大会準優勝を飾った。その後、9月1日のコロンビア戦でフル代表デビューを果たした。